# Opisthoteuthis californiana
Opisthoteuthis californiana es una especie de molusco cefalópodo de la familia Opisthoteuthidae.

## Distribución
Vive en el océano Pacífico Norte. 
Esta especie ha sido vista en costas de California, a 357 metros de profundidad. También se sabe de Japón entre los 530 y los 560 m. Su distribución se cree que se extiende desde el mar de Bering hasta el Mar de Ojotsk.

## Descripción
Las especies de Opisthoteuthis son los más comprimidos de los cefalópodos. Este aspecto aplanado les da el nombre común de flapjack en inglés. Las especies se cree que son principalmente bentónicos, aunque son capaces de nadar y en algunas especies la natación puede ser un componente importante de su ataque repentino a sus presas. Al igual que en otros cirrates, la mayoría de las especies son poco conocidas.

## En la cultura popular
Este pulpo se ha hecho famoso por Pearl, un pequeño pulpo rosa, personaje de la película de Disney/Pixar Buscando a Nemo. 
Sin embargo, de acuerdo con uno de los asesores científicos de la película, Adam Summers: 

"Pearl sería papilla rosa ya que los Opisthoteuthis californiana son criaturas abisales. Residen solo en las grandes profundidades."